# 竹間忠三
竹間 忠三（ちくま ちゅうぞう、生年不明 - 1945年〈昭和20年〉2月1日）は、日本の海軍軍人。1943年（昭和18年）初め頃に魚雷を用いた肉弾攻撃構想を上申した。「呂115」潜水艦長として戦死。最終階級は海軍少佐。

## 生涯
竹間は埼玉県出身の海兵65期生である。海兵65期が海軍兵学校に入校した際の最上級生は海兵62期であったが、62期は65期を鉄拳で鍛え上げ、豊田穣によれば65期は海兵創立以来最も殴られたクラスであった。1938年（昭和13年）3月に74番の席次で卒業。同期生187名のうち戦死者は117名で戦死率は62.5%となり、竹間もその一人である。

### 潜水艦

#### 呂106水雷長
太平洋戦争開戦後に潜水学校乙種学生として潜水艦水雷長養成課程に進む。潜水艦水雷長は先任将校として潜水艦長を補佐し、また魚雷管理および潜航作業の責任者でもある。1942年（昭和17年）12月、竣工した「呂106」水雷長に就任。「呂106」は「呂百型潜水艦」の一艦であり、基準排水量が525ｔという小型潜水艦であった。速力は水上14.2ノット、水中8ノット、航続力は水上12ノットで3500海里であり、防御的性格であった。
「呂106」は習熟訓練を経て、翌年3月に南東方面の海軍作戦を担った第八艦隊所属の第七潜水戦隊に編入され、南方に出撃する。この時期はすでにガダルカナル撤退が終了しており、「呂106」はソロモン諸島方面での連合国の増援阻止を目的に行動した。竹間の在任中にレンドバ島へ連合国軍上陸を迎え、7月18日にLST「LST-342」（1,625トン）を雷撃によって撃沈した。8月には「呂一〇〇型潜水艦」6隻で第五十一潜水隊が編成され、その一艦として交通遮断戦などに従事している。

#### 呂115潜水艦長
1944年（昭和19年）2月から潜水艦長養成課程である潜水学校甲種学生過程に学び、練習潜水艦「呂63」潜水艦長として経験を積んだ。8月に「呂106」の同型艦である「呂115」の潜水艦長に補される。ペナンに進出しインド洋で交通破壊戦を行っていた第八潜水戦隊に加わり、「呂113」とともにベンガル湾で交通破壊戦に従った。この二艦は南西方面で交通破壊戦に従事した最後の潜水艦である。
10月にはフィリピンの戦いが始まったが、日本海軍はレイテ沖海戦に敗れ、第一四方面軍（山下奉文軍司令官）などフィリピン防衛にあたる日本軍部隊は孤立した。あ号作戦において日本海軍は潜水艦20隻を喪失しており、防御的性格の「呂115」も先遣部隊に編入され、第三十四潜水隊に所属替となった。フィリピン方面に出撃した時期は1945年（昭和20年）1月19日または1944年（昭和19年）12月25日であり、ルソン島からの航空機搭乗員を救出を図ったが、消息を絶つ。戦後に判明した米側資料によれば、「呂115」はミンドロ島北西で、ミンドロ島とルソン島の間を通過する日本の輸送船がいないか哨戒していた米駆逐艦四隻（一隻は護衛駆逐艦）によって撃沈されている。原因はレーダー探知であり、「呂115」乗員は、竹間以下総員59名が戦死した。

### 魚雷肉攻案
竹間は軍令部で潜水艦を担当していた井浦祥二郎参謀に手紙で意見具申を行った。その内容は「新兵器をもってする肉弾攻撃」の必要を説いた人間魚雷構想であった。井浦はこの手紙を受け取った時期を「昭和18年に入ってから」と記憶している。井浦は艦政本部に相談したが、担当者の返事は「ちょっと、むずかしい」というものであった。
魚雷肉攻案は、近江誠（海兵70期）も上司に相談のうえ連合艦隊司令部に血書をもって提案した。時期は1943年（昭和18年）末、もしくは1944年（昭和19年）初頃である。黒木博司が連合艦隊司令長官山本五十六に特攻兵器の必要性を訴えたのは1943年（昭和18年）3月5日であった。黒木、仁科関夫らの人間魚雷構想は1943年（昭和18年）末に着想され、黒木は1944年（昭和19年）正月にかけて海軍中央に採用を働きかける。海軍中央は同年2月末に試作命令を発し、7月末に完成する。これが人間魚雷ともいわれる「回天」であるが、試作命令を出した軍務局第一課長の山本善雄は脱出装置を考慮するよう指示している。
「回天」主務参謀の鳥巣建之助は、1944年（昭和19年）1月20日頃には軍令部第二部長（戦備担当）の黒島亀人が試作を指示していると指摘している。なお、軍令部第一部長（作戦担当）の中澤佑の日誌には、神風特別攻撃隊の最初の攻撃が行われた1944年（昭和19年）10月に先立つ、1943年（昭和18年）8月に「戦闘機による衝突撃」などの特攻作戦と関連する言葉が綴られている。